# Kopalnia Victor
Kopalnia Victor – kopalnia węgla kamiennego w obecnych Katowicach, w rejonie ulicy Upadowej w Załęskiej Hałdzie, w granicach współczesnej dzielnicy Załęska Hałda-Brynów część zachodnia, funkcjonująca w latach 1841–1873.

## Historia
Królewski Wyższy Urząd Górniczy we Wrocławiu (Königlich Oberbergamt zu Breslau) nadał pole górnicze Victor Aleksandrowi von Bally’emu z Żelazna 27 stycznia 1838, znajdowało się w Załężu, w rejonie ulicy Upadowej. Nadanie sąsiadowało z kopalniami Charlotte, Kleine Helene, Neu Beate, Oheim, Conrad i Heilige Drei Könige. Zatwierdzenie decyzji przez władze w Berlinie nastąpiło 6 lutego. Początkowo kopalnia należała do Aleksanda von Bally’ego jako inwestora i Fryderyka von Wrochema jako właściciela terenu – obaj mieli po 61 kuksów udziału. Nim w 1841 roku rozpoczęto wydobycie, Załęże razem z udziałami w kopalni zostało sprzedane Loebelowi Freundowi.
Wydobycie rozpoczęto w 1841 roku, początkowo kopalnia zatrudniała 24 górników i sztygara. Na terenie kopalni znajdowały się dwa szyby (Johaness i Alexander) z kołowrotami napędzanymi parą. Kolejne szyby powstałe w latach 1845–1848 to Antonie, Friedrich Wilhelm, Carl oraz szyb badawczy.
W 1853 kuksy kopalni zakupił wrocławski kupiec Gustav von Kramsta. W tym samym roku nabył również kopalnię Charlotte. W 1858 roku doszło do połączenia obu kopalni, co władze górnicze zatwierdziły w maju 1859 roku. Od grudnia 1859 połączone kopalnie działały już pod nazwą „Victor”. Po połączeniu pole górnicze miało powierzchnię 2,6 tys. m². Do już funkcjonujących szybów dołączył szyb Klara. Wydrążenie sztolni odwadniającej w latach 1858–1860 pozwoliło uzyskać dostęp do nowych pokładów węgla kamiennego. W 1858 roku wydobycie wynosiło 18,4 tys. ton, a zatrudnienie 96 górników. W 1860 wydobycie wyniosło 20 tys. ton, a zatrudnienie 123 górników. W latach 60 XIX wieku powstały jeszcze szyby Julia, Emil i Theodor. Ślady tego ostatniego można znaleźć po południowej stronie ulicy Upadowej na terenie dzisiejszej Załęskiej Hałdy.
W 1869 r. Gustav von Kramsta zmarł, a jego udziały w kopalni przeszły w ręce Pauliny Schmidt (żony), Georga von Kramsta (syna), Pauliny Johston (córki) i Leopolda von Kramsta (syna).
Ostatnie wydobycie miało miejsce w 1873 roku, kiedy wyczerpane zostały płytkie pokłady węgla kamiennego, a głębsze prace był nieopłacalne. W ostatnim roku działalności wydobycie wyniosło 22,8 tys. ton. Dodatkowo, w 1877 roku unieruchomiono pobliskie huty cynku: Johanna (należąca do Karola Goduli) i Viktor (należąca do Gustava von Kramsta) – głównych odbiorców węgla z kopalni Victor. W 1889 właścicielem nieczynnej kopalni stało się Gwarectwo Oheim, a sama kopalnia została połączona z kopalnią Oheim. Udziały w kopalni mieli Hugo Hohenlohe-Öhringen (501 kuksów) i założone przez spadkobierców von Kramsta Gwarectwo von Kramsta z Wrocławia (499 kuksów).